# Rainer Waterkamp
Rainer Waterkamp (* 31. Oktober 1935 in Brandenburg an der Havel) ist ein deutscher Politologe, Referatsleiter und Autor. Er lebt in Bonn.

## Wirken bis 1977
Waterkamp verbrachte seine Schulzeit bis 1954 in seiner Geburtsstadt und in Hennigsdorf bei Berlin. Danach zog er in den Westteil von Berlin, wo er 1955 sein Abitur ablegte und an der Freien Universität Berlin ein Studium der Politikwissenschaft aufnahm, das er 1960 als Diplom-Politologe abschloss. Nach dem Studium begann er als Redakteur beim Gesamtdeutschen Referat vom Verband Deutscher Studentenschaften (später Zentralstelle für gesamtdeutsche Hochschulfragen), wo er für die Zeitschrift Hochschulinformationen verantwortlich war.
Ab 1964 war er stellvertretender Pressechef beim Presseamt der Stadt Kiel. Bei der Staatlichen Pressestelle der Freien und Hansestadt Hamburg baute er als verantwortlicher Redakteur einen internen Nachrichtendienst zur Unterrichtung über politische Ereignisse für den Ersten Bürgermeister auf und betreut Journalisten von Presse und Rundfunk. Nach Waterkamps Darstellung gab die Staatliche Pressestelle des Senats von Hamburg täglich einen vertraulichen Nachrichtendienst für die Bürgermeister und Senatoren heraus. Er enthielt dpa-Nachrichten, ›Hintergrundmaterial‹ aus den Pressediensten, ausländische Pressestimmen, die von der Senats-Dolmetscherin zugeliefert wurden, und Hinweise auf interessante Sendungen im Fernsehen und im Rundfunk. Dieser interne Nachrichtendienst lag der politischen Führung jeweils bereits am Mittag vor.
1965 ging er wieder nach Berlin, wo er zunächst als Wissenschaftlicher Assistent am Zentralinstitut für sozialwissenschaftliche Forschung an der FU Berlin bei Peter Christian Ludz arbeitete, der in seiner Habilitationsschrift Parteielite im Wandel die DDR als eine moderne und von sozialem Wandel geprägte Industriegesellschaft beschreibt, deren politisches System sich vom autoritären zum „konsultativen Autoritarismus“ entwickle. Waterkamp folgte diesem Ansatz insoweit, als die „Führungselite sowohl in der Bundesrepublik Deutschland wie in der DDR gleichermaßen unter dem Druck ökonomischer und technologischer Zwänge“ stünde und „gleichen Erwartungen der Bevölkerung ausgesetzt“ sei. Doch prognostiziert er, dass es in der DDR dabei „zu Spannungen zwischen zwei Zielen: der Bewahrung des Führungsanspruchs der Partei und dem Aufbau einer fortschrittlichen industriellen Gesellschaft“ komme. Waterkamp bezeichnete sich niemals als Vertreter der »DDR-Forschung«, sondern vertrat mit der Systemtheorie die These, es sei eine generelle Eigenschaft aller sozialen Systeme, unfähig zu sein, ihre eigene Identität in Frage zu stellen.
Nachdem Waterkamp 1966 vorübergehend am Europa-Haus Berlin, der späteren Europäischen Akademie, als Studienleiter die überwiegend internationalen Informations- und Studientagungen geleitet hatte, war er im Rahmen eines Werkvertrages für den damaligen Chef der Hessischen Staatskanzlei Willi Birkelbach tätig und entwickelte u. a. ein Konzept für eine langfristige publizistische Planungsarbeit der Landesregierung. Anschließend wurde er als Referent in die Planungsabteilung der Hessischen Staatskanzlei übernommen. Hier wirkte er an der Erarbeitung des Projekts »Der Große Hessenplan. Durchführungsabschnitt für die Jahre 1969 bis 1970« mit.
Im Jahr 1969 kam es anlässlich Waterkamps Veröffentlichung Sind die Verhältnisse in Westberlin stabil? zu Kontroversen mit Joachim Nawrocki und dem Berliner Innensenator Kurt Neubauer. Bereits Ende der 1960er Jahre erschienen Bücher zur Konfliktforschung und Friedensplanung sowie zur Zukunftsplanung (Futurologie).
1969 wurde er Pressesprecher von IBM in der Außenstelle in Bonn und zugleich Leitender Beauftragter für Unternehmensverbindungen. Waterkamp hatte die Unternehmensleitung über relevante industriepolitische und gesetzgeberische Vorhaben der Bundesregierung zu unterrichten. Seine Aufgabe war es, Kontakte zu Politikern und wichtigen Ministerialbeamten zu vermitteln, die Planungsgremien der IBM-Deutschland in Böblingen zu beraten und Planungsvorhaben mit der IBM-Europa in Paris abzustimmen. Waterkamp erarbeitet zudem als Projektleiter in Abstimmung mit der IBM-Europa für die Interparlamentarische Arbeitsgemeinschaft (IPA) einen »Fonds für Umweltschutz-Studien«, in den die IBM 8,1 Millionen DM einzahlte.
1971 ging er als Leiter der Arbeitsgruppe Information und Kommunikation an das spätere Sozialwissenschaftliches Institut der Bundeswehr nach München. Hier führte er wissenschaftsorganisatorische Untersuchungen für ein funktionierendes Kommunikations- und Koordinationswesen zwischen den verschiedenen Arbeitsgruppen des Instituts durch und baute ein Informationssystem für Innovationsentscheidungen der Institutsleitung unter  Thomas E. Ellwein auf. Außerdem arbeitet er an der Konzeption für eine längerfristige publizistische Planungsarbeit des Instituts und an der Entwicklung eines Curriculums der Fachrichtung Wirtschafts- und Organisationswissenschaften für die neu zu errichtenden Universitäten der Bundeswehr mit. Die Vorarbeiten für die Verwirklichung dieser Vorschläge begannen im Herbst 1971. Neben diesen Arbeiten war es seine Aufgabe, die einzelnen Schritte zwischen dem Münchner Institut und dem Führungsstab der Streitkräfte (FüS I 5) im Bundesministerium der Verteidigung zu koordinieren.
1974 kehrte Waterkamp von der Wissenschaft wieder in die Staatsverwaltung zurück und begann als Leiter des Referats I2 im Planungsstab der Niedersächsischen Staatskanzlei von Ministerpräsident Alfred Kubel mit der Erarbeitung von Vorlagen für das Staatsministerium (Kabinett) sowohl zum »Landesentwicklungsprogramm Niedersachsen 1985« als auch zur »Mittelfristigen Planung 1974 bis 1978«. Die vorgesehene enge Beziehung zwischen mittel- und langfristigen Planungselementen bestand allerdings »nur für die erste Mittelfristige Planung der Jahre 1974-1978, denn als Folge des Regierungswechsels im Jahre 1976 verschwand das Landesentwicklungsprogramm weitgehend aus der Diskussion«. Die mittelfristige Planung wurde vom Landesministerium (Kabinett) in einem gemeinsamen Erlass des Ministerpräsidenten (Staatskanzlei) und des Ministers der Finanzen beschlossen. Damit wurde nicht nur die Notwendigkeit erkannt, die »Langfristplanung in mittelfristige Durchführungsabschnitte einzuteilen«, sondern es wurde auch die „Abstimmung der Aufgabenplanung mit der mittelfristigen Finanzplanung für erforderlich gehalten“. Zudem gehörte zu den Aufgaben von Rainer Waterkamp die Organisation von Klausurtagungen mit Vertretern der Landtagsfraktionen und die Geschäftsführung für den Kreis der Planungsbeauftragten der Ressorts. Zudem war er zuständig für den Erfahrungsaustausch mit dem Bund und den anderen Ländern in Angelegenheiten der ressortübergreifenden Planung.

## Medienarbeit
Rainer Waterkamp übernahm 1977 die Leitung des Referats „Film, Bild, Fernsehen“ im Gesamtdeutschen Institut beim Bundesministerium für innerdeutsche Beziehungen in Bonn. Zum Referat gehörte neben einem umfangreichen Bestand an Spiel- und Dokumentarfilmen aus der DDR und aus der Bundesrepublik Deutschland. auch ein umfangreiches Bildarchiv, in dem Bilder aus dem Lebens- und Arbeitsalltag der DDR, Aufnahmen aus der deutschen Geschichte sowie Dia- und Bildmaterialien von Städten und Landschaften der DDR bzw. aus den neuen Bundesländern gesammelt wurden.
Waterkamp veranlasste den Mitschnitt der DDR-Nachrichtensendung »Aktuelle Kamera« wegen der besseren Empfangsmöglichkeit bei der Außenstelle vom Presse- und Informationsamt der Bundesregierung in Hannover, sodass Sendungen vom 17. August 1983 bis 30. April 1991 lückenlos dokumentiert werden konnten. Es stellte sich nämlich heraus, dass in der DDR selber zahlreiche Film- und Fernsehsendungen »kassiert«, also vernichtet worden waren, weil – wie der Chefkommentator des »Schwarzen Kanals«, Karl Eduard von Schnitzler, nach eigenem Bekunden zugab, »wir die Bänder brauchten«. [17]
Nach dem Ende der DDR wurden die filmischen Archivmaterialien an das Bundesarchiv in Koblenz und das Deutsche Rundfunkarchiv in Berlin-Adlershorst abgegeben. Im Jahr 1997 wurden die Mitschnitte des DDR-Fernsehens vom Sender Freies Berlin in seiner Sendung »Vor zehn Jahren« zusammen mit den entsprechenden Sendungen der »Tagesschau« jeweils montags präsentiert. Sie wurden auch vom MDR übernommen und jeweils dienstags gezeigt.
Rainer Waterkamp plante und konzipierte eine neue Schriftenreihe Medienberatung, die von der Bundeszentrale für politische Bildung herausgegeben wurde. Für die Schriftenreihe Medienberatung wurden Autoren sowohl aus der ehemaligen DDR wie aus der Bundesrepublik gewonnen. In den Heften fand sich eine dem jeweiligen Thema zugeordnete Aufstellung ausgewählter DDR-Medienmaterialien. Den Heften mit verschiedener Thematik waren Video-Kassetten, Musik-CDs, Bildhefte, Postkarten oder Taschenkalender beigegeben [18]
Seit 1999 ist er vornehmlich auf Auslandsreisen unterwegs, von denen er in Reportagen und Buchveröffentlichungen berichtet.

## Schriften (Auswahl)

### Politische Bücher
- Atomare Abrüstung. Geschichte, Begriffe, Probleme. Colloquium-Verlag, Berlin 1965.
- Computer und öffentliche Verwaltung. v. Hase & Koehler Verlag, Mainz 1972, ISBN 3-7758-0835-3.
- Das Europa der Neun. Niedersächsische Landeszentrale für Politische Bildung, Hannover 1972.
- Das Zeitalter der Computer. Hessische Landeszentrale für Politische Bildung, Nr. 10, Wiesbaden 1971.
- Das zentralstaatliche Planungssystem der DDR. Duncker & Humblot, Berlin 1983, ISBN 3-428-05405-9.
- Deutschland 1945–1949. Eine Bilddokumentation des Gesamtdeutschen Instituts, Bonn, 1990, ISBN 7-7387-2097-2.
- Die fünf neuen Bundesländer. Bildportraits. Eine Bilddokumentation des Gesamtdeutschen Instituts. Bonn 1991
- Futurologie und Zukunftsplanung. Verlag W. Kohlhammer, Stuttgart/Berlin/Köln/Mainz 1970, 19712, Nr. 94131
- Handbuch Politische Planung, Leske Verlag+Budrich, Opladen 1978, ISBN 3-8100-0216-X. (VS Verlag für Sozialwissenschaften, 1978, ISBN 3-8100-0216-X)
- Handlexikon zur Politikwissenschaft, hrsg. v. W. Mickel, Franz Ehrenwirth-Verlag, München 1986, Lizenzausgabe für die Bundeszentrale für Politische Bildung, Bonn 1986, ISBN 3-923423-49-7, Beitrag »Politische Planungsstrategien«.
- Herausforderung an die Zukunft. Die kritische Generation vor der Jahrtausendwende, hrsg. v. Ulrich Greiwe, Verlag Kurt Desch, München/Wien/Basel 1970, Beitrag «Kreatives Vergnügen oder Freizeit-Zirkus? Konflikte in der künftigen Freizeitgesellschaft»
- Herrschaftssysteme und Industriegesellschaft, BRD-DDR. Verlag W. Kohlhammer, Stuttgart 1972, ISBN 3-17-233101-6.
- Interventionsstaat und Planung. Raumordnung, Regional- und Strukturpolitik. Verlag Wissenschaft und Politik, Köln 1973, ISBN 3-8046-8467-X.
- Konfliktforschung und Friedensplanung. Verlag W. Kohlhammer, Stuttgart/Berlin/Köln/Mainz 1971, Nr. 94192
- Mit dem Computer leben. Einführung in die Datenverarbeitung, Stuttgart, Berlin/Köln/Mainz 1972, ISBN 3-17-210061-8.
- Politische Leitung und Systemveränderung. Europäische Verlagsanstalt, Köln/Frankfurt 1974, ISBN 3-434-10067-9.
- Sicherheitspolitik zwischen Rüstung und Abrüstung. Leske Verlag + Budrich, Opladen 1985, ISBN 3-8100-0471-5 (VS Verlag für Sozialwissenschaften, ISBN 3-322-95491-9)
- Taschenbuch der Zukunftsforschung. Hessische Landeszentrale für Politische Bildung, Hannover 1972.
- Zukunftsreport 2000. Verlag für Literatur und Zeitgeschehen, Hannover 1969.

### Reiseführer
- Äthiopien. Goldstadt-Verlag, Pforzheim 1999, ISBN 3-89550-203-0.
- Bolivien – selbst entdecken. Regenbogen-Verlag, Zürich 2005, ISBN 3-85862-460-8.
- Afrique orientale, Kenya, Tanzanie, Ouganda. Éditions Vigot, Paris 2000, ISBN 2-7114-1461-2.
- Kenia. Mai-Verlag, Mai’s Weltreiseführer, Band 56, Dreieich 1997, ISBN 3-87936-223-8.
- Ostafrika. Kenia, Tanzania, Uganda. Franckh-Kosmos-Verlag, Stuttgart 1999, ISBN 3-440-07837-X.
- Peru, Bolivien, Ecuador, Galápagos. Franckh-Kosmos-Verlag, Stuttgart 2001, ISBN 3-440-08478-7.
- Peru, Bolivie, Ekvádor, Galapágy. Baset, Praha 2005, ISBN 80-7340-062-6.
- Peru, Bildatlas. HB-Verlag, Hamburg 1998, ISBN 3-616-06451-1.
- Peru, Vista-Point-Verlag, Köln 1990. ISBN 3-88973-080-9.
- Rajasthan, Mit Delhi, Agra, Varanasi, Khajuraho und den Höhlen von Aurangabad. Trescher-Verlag, Berlin 2014, ISBN 978-3-89794-260-8. (2. Auflage 2018, ISBN 978-3-89794-418-3)
- Südafrika. Wohnmobilführer. Motorbuch-Verlag, Stuttgart 1998, ISBN 3-613-01775-X.

Bildbände
- Australien. Globetrotter. artcolor-Verlag, Hamm 1989, 3. Auflage 1993, ISBN 3-89261-084-3.
- Die schönsten Routen in Südamerika, Route 8: Peru und Bolivien. Bruckmann-Verlag, München 2003, ISBN 3-7654-4210-0.
- Highlights Peru. Bruckmann, München 2012, ISBN 978-3-7654-5436-3.
- Mali. Im Banne des Sahel. Pietsch-Verlag, Stuttgart 1991, ISBN 3-613-50139-2.
- Off-Road-Handbuch Kenia. Pietsch-Verlag, Stuttgart, 1994, ISBN 3-613-50201-1.
- Peru with Bolivia. Bucher, München 2009, ISBN 978-3-7658-1715-1.
- Südafrika. Weltbild, 2014, ISBN 978-3-8289-3222-7 Lizenzausgabe
- South Africa, Paradise at the Continent’s End. Bucher, München 2006, ISBN 3-7658-1516-0, 3-7658-1626-4
- Secret Places. 100 unbekannte Traumreiseziele weltweit. Bruckmann, München 2019, 4. Neuauflage 2024, ISBN 978-3-7343-1272-4.